# Fran (futbolista nacido en 1969)
Francisco Javier González Pérez (Carreira, La Coruña, 14 de julio de 1969), conocido como Fran, es un exfutbolista español. Ocupaba la demarcación de interior izquierdo y desarrolló toda su carrera futbolística en el Real Club Deportivo de La Coruña (1988-2005), del que fue capitán y uno de los jugadores más emblemáticos.
Es el jugador con más partidos  oficiales disputados en la historia del  Real Club Deportivo de La Coruña.
Fue internacional absoluto con la selección española durante siete años (1993-2000), totalizando 17 internacionalidades y 2 goles, y disputando la fase final de la Eurocopa 2000. Es hermano de José Ramón, que también fue futbolista, y padre de Nico González, jugador del Manchester City. 
En el año 2005, los periodistas Rubén Ventureira y Alexandre Centeno publicaron su biografía autorizada, «Fran, o Neno 10», editada por Bibliotega Galega, que tuvo unas ventas de 25.000 ejemplares. 

## Trayectoria

### Inicios
Su carrera comienza en el equipo de su villa natal, el Carreira CF hasta el año 1986 en el cual pasa al Fabril Deportivo, y posteriormente al Deportivo de La Coruña. A principio de los noventa el club sube a primera división tras más de una década en segunda división, y jugaría en las dos categorías con su hermano José Ramón, otro baluarte del club.

### Super Depor
En la temporada 92-93, nace lo que se llamó el Superdepor, donde Fran era uno de sus líderes . Aquel equipo dirigido por Arsenio Iglesias, había quedado tercero en la liga con jugadores como Liaño, Albístegui, Ribera, Nando, López Rekarte, Mauro Silva, Adolfo Aldana, Bebeto y Claudio Barragán. En 1995, el Deportivo juega la final de la Copa del Rey, portando Fran el brazalete de capitán. Su hermano José Ramón fue el encargado de recoger de manos del Rey la copa del Rey. 
El Real Madrid, firmó un precontrato con Fran a espaldas del Deportivo que debería haber entrado en vigor en la temporada 92-93 pero el Real Madrid perdió interés y se lo revendió a Lendoiro por 260 millones de pesetas. El  FC Barcelona, tuvo cierto interés en fichar a Fran si se realizaba una rebaja sustancial de su cláusula (2.000 de pesetas) ya que la consideraban desorbitada, caso radicalmente diferente a lo sucedido con Rivaldo. La temporada, con John Toshack en el banquillo fue personal y colectivamente una de las peores de Fran. Por distintos motivos nunca llegó a rendir al nivel que tenía acostumbrados a sus seguidores, y además una lesión le cerró todas las puertas, si tenía abierta alguna, a acudir a la Eurocopa de Inglaterra. Fue operado de la rodilla izquierda el 9 de mayo de 1996, intervención que le obliga estar tres meses de baja.

### Euro Depor
En los años siguientes los éxitos del Deportivo y de Fran continuaron llegando a la culminación con el título de liga logrado en el año 2000, año en que Fran además fue convocado para la Eurocopa de Holanda y Bélgica. Se retiró en junio de 2005, junto con Mauro Silva, tras 17 años en el primer equipo.

## Estilo
Fran podía actuar como organizador, escorado a la banda izquierda o como media punta y en todas estas posiciones rendía a buen nivel. Pese a ser lento tenía una buena visión del juego y pase. Sus detractores le acusaban de no asumir la responsabilidad en los momentos complicados y de una evidente pasividad defensiva. Con el paso de los años, fue capaz de adaptarse a la posición de medio centro en determinados momentos cuando era arropado por otros compañeros.

## Palmarés
| Título              | Club      | País   | Año  |
| ------------------- | --------- | ------ | ---- |
| Copa del Rey        | Deportivo | España | 1995 |
| Supercopa de España | Deportivo | España | 1995 |
| Primera División    | Deportivo | España | 2000 |
| Supercopa de España | Deportivo | España | 2000 |
| Copa del Rey        | Deportivo | España | 2002 |
| Supercopa de España | Deportivo | España | 2002 |

## Filmografía
- Reportaje TVE (06/02/2016), «Fran: 'Hombre de un club'» en rtve.es